# 2023年イスラエルとヒズボラの紛争
2023年イスラエルとヒズボラの紛争（2023ねんイスラエルとヒズボラのふんそう）は、2023年10月8日にレバノンの過激派組織ヒズボラが、パレスチナ・イスラエル戦争に乗じて、係争中のシバア農場にあるイスラエル側の陣地に誘導ロケット弾と砲弾を発射して始まった紛争。
イスラエルは、イスラエル占領下のゴラン高原とレバノン国境近くのヒズボラ陣地に無人機攻撃と砲弾の発射により報復した。
10月7日のハマースによるイスラエルへの攻撃に関してヒズボラが支持と称賛を宣言したのちに衝突が発生した。その後エスカレートし、イスラエル・レバノン国境の他地域、シリアと占領下のゴラン高原にまで及んだ。イスラエル・ヒズボラ間の紛争としては2006年の第二次レバノン紛争以降最大規模のものとなった。
イスラエル北部ではこの紛争により約96,000人が家を追われ、レバノンでは10万人以上が避難を余儀なくされている。
2023年10月21日から2024年2月20日までに、国連レバノン暫定軍 (UNIFIL) は、ブルーラインの南側から（イスラエルからレバノンへ）7,948発の大砲が発射され、北側から（レバノンからイスラエルへ）は978発の大砲が発射されたと記録した。
紛争開始から約1年後の2024年9月27日、イスラエル軍はベイルートのヒズボラ本部を空爆し、ヒズボラ最高指導者のナスララ師の他、複数の幹部や司令官を殺害した。同年10月1日未明、イスラエル軍は地上部隊をレバノン南部に侵攻させたと発表した。イスラエル軍がレバノンに侵攻するのは2006年の第二次レバノン紛争以来である。